# Grande Lago degli Schiavi
Il Grande Lago degli Schiavi o Gran Lago degli Schiavi (in inglese Great Slave Lake, in francese Grand lac des Esclaves) è un bacino lacustre del Canada nord-occidentale, sito nei Territori del Nord-Ovest.

## Storia
Scoperto nel 1771 dall'inglese Samuel Hearne, fu esplorato solo nei primi decenni del ventesimo secolo ma si rivelò di ben scarso interesse economico, essendo ghiacciato per molti mesi all'anno e trovandosi in una regione inospitale e scarsamente abitata.

## Geografia
La sua superficie di ben 28.438 km² lo rende uno dei laghi più estesi al mondo e con i suoi 614 metri di profondità è il più profondo dell'America settentrionale. Trovandosi ad una latitudine molto elevata, la superficie del lago rimane almeno parzialmente gelata per circa otto mesi all'anno. Durante l'inverno lo spessore del ghiaccio è sufficiente per permettere il passaggio di autoarticolati di notevole portata.
Ha forma molto allungata, circa 480 km in direzione nordest-sudovest, con una lunga ramificazione, la North Arm, protesa verso nord-ovest e molte insenature. Ha uno sviluppo costiero di ben 3.057 km. È cosparso di numerosissime isole e isolotti, ricoperti dalla tundra e da foreste di aghifoglie, come le sue sponde e la regione circostante, ed è posto ad un'altitudine di 156 metri sul livello del mare.
Riceve le acque di numerosi tributari, tra i quali lo Yellowknife da nord, il Rocher, il fiume degli Schiavi e l'Hay da sud, ed è solcato dal Mackenzie, che esce ad ovest a Fort Providence, dirigendosi poi a nord-ovest fino a gettarsi, dopo 4240 Km di corso, nel Mare di Beaufort. Sulle sue sponde sorgono alcuni villaggi, fra i quali Fort Providence ad ovest, Rae e la capitale Yellowknife a nord, Reliance e Snowdrift ad est, Rocher River, Fort Resolution e Hay River a sud. Il lago prende il nome dalla tribù di nativi americani Slavey, una delle Prime nazioni canadesi e, contrariamente alla credenza popolare, è completamente estraneo alla schiavitù.

## Curiosità
Il lago è abitato da piccole abitazioni che restano isolate dalla civiltà per molti mesi all'anno: ciò fa sì che questo piccolo villaggio, se così si può chiamare, non sia soggetto alle leggi in vigore sulla terraferma. Esiste un programma televisivo che narra le avventure di questi abitanti (La strana gente del lago ghiacciato), che viene mandato in onda su Discovery Channel.